# Celopecene, Dobrici
Celopecene (în bulgară Челопечене, în română Elibei) este un sat în comuna Kavarna, regiunea Dobrici, Dobrogea de Sud, Bulgaria. 
Între anii 1913-1940 a făcut parte din plasa Balcic a județului Caliacra, România.

## Demografie
Componența etnică a satului Celopecene
     Bulgari (68,67%)
     Romi (4,81%)
     Turci (3,61%)
     Nicio identificare (22,89%)
La recensământul din 2011, populația satului Celopecene era de 83 locuitori. Din punct de vedere etnic, majoritatea locuitorilor (68,67%) erau bulgari, existând și minorități de romi (4,81%) și turci (3,61%). Pentru 22,89% din locuitori nu este cunoscută apartenența etnică.